# Bisogni educativi speciali
Bisogno Educativo Speciale (acronimo BES) è qualsiasi difficoltà evolutiva di funzionamento, permanente o transitoria, in ambito educativo e/o apprenditivo, dovuta all’interazione dei vari fattori di salute secondo il modello ICF dell’OMS, e che necessita di educazione speciale individualizzata.
Più specificatamente, con questo termine si fa riferimento alla differenza tra il livello di apprendimento raggiunto o che si ipotizza possa essere raggiunto da un bambino o ragazzo portatore di una qualche forma di deficit (psicologico, fisico, sensoriale, motorio, sociale, ecc.) e il livello di apprendimento medio raggiunto dai pari, in particolare durante il percorso scolastico.
Possono essere considerati come paradigma di lettura della complessità e della varietà delle difficoltà di apprendimento.
Tale visione richiede di ampliare lo sguardo verso le esigenze formative di ogni individuo, andando oltre ai soli deficit certificabili e prendendo in considerazione ogni funzionamento che anche per il singolo soggetto diventa problematico.
Per rispondere ai BES si ricorre al Piano didattico personalizzato (PDP), strumento utile per progettare modalità operative, strategie, sistemi e criteri di apprendimento per ciascun allievo.
Il Ministero dell'istruzione e del merito definisce i BES come una particolare espressione da parte di alcuni alunni o studenti, generata da un ostacolo nell’apprendimento e nello sviluppo, determinato da fattori organici e/o biologici oppure familiari, sociali, ambientali, contestuali o una combinazione di questi. Gli alunni o studenti con BES necessitano pertanto di interventi appropriati sia alla loro situazione di difficoltà che ai fattori biopsicosociali che la originano e/o mantengono.

## Definizione
Il termine bisogni educativi speciali venne introdotto nel 1978 nel Regno Unito con la pubblicazione del Warnock Report, seguita nel 1980 dalla pubblicazione del White Paper, con cui si proponeva un nuovo sistema di classificazione degli alunni con importanti difficoltà di apprendimento, evidenziando il bisogno di un maggiore supporto da parte del sistema scolastico. I bisogni educativi avrebbero dovuto essere quantificati in base al grado di deficit relativo a quattro dimensioni fondamentali dello sviluppo:
- abilità nella comunicazione e nella interazione sociale;
- abilità cognitive e di apprendimento;
- abilità nel controllo emotivo;
- capacità sensoriali e/o motorie;

da cui derivano nove classificazioni:
- difficoltà o disturbi di apprendimento specifici (ad esempio dislessia o discalculia);
- disabilità intellettive;
- disturbo dello spettro dell'autismo;
- disturbo da deficit di attenzione/iperattività;
- disabilità fisica;
- cecità;
- sordità;
- disturbi della comunicazione;
- disturbi mentali[2][7][8][9][10].

Il concetto di bisogni educativi speciali risulta quindi presente fin dagli anni settanta in Europa e in America, accezione che può essere ritrovata in numerosi documenti dell’UNESCO e dettati normativi scolastici. 
Con la Dichiarazione di Salamanca dell’UNESCO (1994), si afferma che con il termine Bisogni educativi speciali ci si riferisce a “tutti quei bambini e giovani i cui bisogni derivano da disabilità oppure difficoltà di apprendimento”.
Altri documenti dell’UNESCO che chiariscono e ampliano tale concetto sono la classificazione internazionale standard dell'istruzione (ISCED) del 1997 che allarga la nozione di Bisogni educativi speciali, ancora fortemente ancorata all’idea di deficit individuale; e l’ISCED del 2011 in cui si specificano le ragioni dei BES e vengono annoverati svantaggi di tipo fisico, comportamentale, intellettivo, sociale ed emotivo, economico, linguistico.
In particolare, con l'ISCED del 1997 si evidenziava come il termine bisogni educativi speciali avesse oramai sostituito educazione speciale. Con quest'ultimo termine si faceva riferimento alle scuole speciali in cui si iscrivevano i bambini portatori di gravi disabilità. Si evidenziava inoltre come il termine bisogni educativi speciali si riferisse a tutti i bambini con difficoltà nell'apprendimento, per motivi altri e diversi rispetto alla disabilità.
In Italia si comincia a parlare di Bisogni educativi speciali a partire dal 1998, ma sarà necessario attendere fino al 2012 per una sua ufficializzazione ministeriale con la Direttiva del 27 dicembre.
Dario Ianes definisce i Bisogni educativi speciali come “una qualsiasi forma di difficoltà evolutiva in ambito educativo che si manifesta in un funzionamento problematico dell’alunno in interazione con l’ambiente”. Tale difficoltà, che necessita di educazione speciale individualizzata, si traduce per il soggetto anche in termini di danno, ostacolo o stigma sociale.
Se da un lato i Bisogni educativi speciali possono favorire processi comprensione e integrazione, dall’altro è necessario prestare grande attenzione per evitare processi di classificazione e categorizzazione che generano di conseguenza stigmatizzazione, esclusione e marginalizzazione. Come sostiene Patrizia Gaspari il concetto di bisogno è riduttivo rispetto all’ampiezza del concetto di persona in quanto essere in divenire rispetto alle sue potenzialità, attese, pensieri e desideri.
Si individua una stretta connessione con la pedagogia speciale, “scienza della diversità” che richiede di valorizzare l’unicità di ogni singolo individuo e le sue capacità.

## Normativa e prassi in Italia per l'inclusione degli alunni e degli studenti con bisogni educativi speciali
In Italia, l’utilizzo dell’acronimo BES si applica per tutta l'area dello svantaggio scolastico, soprattutto a seguito della Direttiva del Ministero dell'istruzione, dell'università e della ricerca (MIUR) del 27/12/2012, recante strumenti di intervento per alunni con Bisogni Educativi Speciali e organizzazione territoriale per l’inclusione scolastica.
La direttiva estende de iure a tutti gli studenti in difficoltà il diritto alla personalizzazione dell’apprendimento.
Ed ancora, la direttiva, unitamente alla successiva Circolare Ministeriale 8/2013, e in combinato disposto con le leggi 104/92, 52/2003 e 170/2010, ricapitola e fornisce indicazioni operative riguardo:
- i principi alla base dell’inclusione in Italia;
- il concetto di Bisogni Educativi Speciali approfondendo il tema degli alunni e degli studenti
  - con disturbi specifici,
  - con disturbo dell’attenzione e dell’iperattività,
  - con funzionamento cognitivo limite;
- le strategie d’intervento per gli alunni e studenti con BES;
- la formazione del personale;
- l’organizzazione territoriale per l’ottimale realizzazione dell’inclusione scolastica con particolare riferimento ai Centri Territoriali di Supporto (CTS) ed all’equipe di docenti specializzati, curricolari e di sostegno[15].

Partendo dalla considerazione che l'area dello svantaggio scolastico è molto più ampia di quella riferibile esplicitamente alla presenza di deficit, la direttiva raggruppa l'intera popolazione scolastica con bisogni educativi speciali in tre ambiti distinti:
1. alunni e studenti con disabilità[19];
2. alunni e studenti con disturbi evolutivi specifici (DES) — tra cui i DSA — ma anche i deficit del linguaggio, l’ADHD, il funzionamento intellettivo limite (FIL), il Disturbo dell’Apprendimento Non Verbale (DANV), il disturbo della coordinazione motoria;
3. alunni e studenti a) con svantaggio socio-economico, linguistico, culturale, b) in attesa di certificazione, c) con altre tipologie di disturbo non contemplate ex lege 104/92 e 170/2010

Gli alunni e studenti di cui al punto 2. rientrano nella classificazione internazionale delle sindromi e dei disturbi comportamentali (ICD-11), redatta dall’OMS (2018), alla voce “disturbi evolutivi specifici delle abilità scolastiche” e sono definiti come “disturbi nei quali le modalità normali di acquisizione delle capacità in questione sono alterate già nelle fasi iniziali dello sviluppo. Essi non sono semplicemente una conseguenza di una mancanza di opportunità di apprendere [vedasi punto 3.] e non sono dovuti a una malattia cerebrale acquisita [vedasi punto 1.] Piuttosto si ritiene che i disturbi derivino da anomalie dell’elaborazione cognitiva legate in larga misura a qualche tipo di disfunzione biologica. Come per la maggior parte degli altri disturbi dello sviluppo, “queste condizioni sono marcatamente più frequenti nei maschi”.
Complessivamente, risultano adesso comprese nei BES tutte le situazioni individuate:
1. dalla legge 104/1992 per la disabilità;
2. dalla legge 17/1999 per l’inclusione universitaria della disabilità;
3. dalla legge 170/2010 per i DSA[21];
4. autonomamente dalla scuola e/o dalla famiglia, per gli alunni e studenti con bisogni educativi non convenzionali e non ricadenti nelle fattispecie appena citate, e le cui difficoltà non necessariamente hanno un sottostante patologico rilevante o semplicemente presente.

Due quindi le novità importanti che la direttiva MIUR del 27/12/2012 e la circolare ministeriale 8/2013 introducono:
1. comprendere le situazioni non normate dalle leggi 104/92, 17/99 e 170/10, come ad esempio i DES non DSA e quelli individuati dal punto 3 prima detto;
2. promuovere una nuova prospettiva con cui il docente dovrà porsi nei confronti dell’alunno e dello studente con difficoltà non certificati ex lege 104/92 e 170/10: da una posizione statica/esterna limitata alla mera verifica delle difficoltà del discente nel conseguimento degli obiettivi di apprendimento — a una e più dinamica/interna nella quale il corpo docente deve essere più direttamente coinvolto nel fornire risposta alle necessità educative degli alunni e degli studenti non certificati ex lege 104/92 e 170/10[13].

La direttiva del ministro Francesco Profumo, identifica gli strumenti per la cura educativa degli alunni: nel caso di alunni con disabilità (sensoriale, motoria o psichica) certificata, si applicano le provvidenze derivanti dalla legge 104/92, tra cui l'assegnazione dell'insegnante di sostegno.
Nel caso invece di disturbi evolutivi specifici, si deve attivare il canale previsto dalle leggi 53/2003 e 170/2010, che prevedono la predisposizione di piani di studio personalizzati per quegli studenti che presentano un disturbo caratterizzato da profili di specificità pur in presenza di capacità cognitive nella norma. Tra questi disturbi ritroviamo i disturbi specifici di apprendimento (DSA), il disturbo specifico di linguaggio e il disturbo non verbale, lieve disturbo dello spettro autistico qualora non rientri nella categoria della disabilità, il disturbo da deficit di attenzione/iperattività (ADHD) e il funzionamento cognitivo limite (o borderline).
La novità che la norma introduce sta nell'applicazione dei benefici derivanti dalle due leggi citate non solo agli studenti con una relazione clinica di disturbo specifico dell'apprendimento, ma anche a coloro che presentano uno degli altri disturbi evolutivi nominati. 
Il principale tra i benefici previsti è la stesura di un Piano Didattico Personalizzato (PDP) che preveda strategie didattiche calate sui bisogni dello studente e la possibilità di utilizzo di strumenti didattici compensativi o di forme di dispensa. 
Tuttavia la direttiva individua una didattica inclusiva più che una didattica speciale e pertanto provvede all'attivazione di corsi/master dedicati agli insegnanti.

### Misure, strumenti e azioni a supporto degli alunni e studenti con bisogni educativi speciali

#### Strumenti compensativi
Gli insegnanti, per effetto della libertà d’insegnamento, sono liberi nell’individuazione delle modalità d’insegnamento più idonee alle necessità degli allievi, quindi anche nella scelta degli strumenti compensativi e dispensativi.
In Italia, la normativa vigente sancisce l’obbligo per le istituzioni scolastiche di garantire “l’introduzione di strumenti compensativi, compresi i mezzi di apprendimento alternativi e le tecnologie informatiche” (Legge n. 170/2010). 
Oltre a ciò, le istituzioni scolastiche dovrebbero curare anche l’acquisizione, da parte dello studente con DSA, delle competenze per un efficiente utilizzo degli stessi, come si legge nell’articolo 4, comma 4 del Decreto Ministeriale n. 5669/2011. 
Gli strumenti compensativi sono definiti “strumenti didattici e tecnologici che sostituiscono o facilitano la prestazione richiesta nell’abilità deficitaria e sollevano lo studente con DSA da una prestazione resa difficoltosa dal disturbo, senza peraltro facilitargli il compito dal punto di vista cognitivo” (Linee Guida, 2011). Essi possono essere molteplici e soggettivi. I più noti sono la sintesi vocale (la tecnica per la riproduzione artificiale della voce umana di un testo scritto), il riconoscimento vocale (il processo attraverso il quale il linguaggio orale umano viene riconosciuto e successivamente elaborato in testo scritto), il registratore (che consente allo studente di non prendere appunti di proprio pugno, ma di riascoltare parti significative della lezione), i programmi di videoscrittura con correttore ortografico e predittore di parole, la calcolatrice, tabelle, formulari, mappe concettuali e mediatori didattici.
Gli strumenti compensativi sono dei supporti tecnologici e si possono distinguere in:
- “specifici” che supportano in maniera diretta il deficit; sintesi vocale, calcolatrice, correttore ortografico, ecc.
- "funzionali” che supportano abilità “trasversali” come memoria e attenzione. Questi sono: la tavola pitagorica, formule matematiche, tavola dei verbi, ecc.

I materiali che possono essere considerati strumenti compensativi sono: tabelle/formule geometriche; calcolatrice; registratore; carte geografiche e storiche; tabelle di memoria; computer con programmi di videoscrittura, correttore ortografico e sintesi vocale; materiale registrato dagli insegnanti; dizionari elettronici/libri digitali; tabelle sulle difficoltà ortografiche; dizionari di lingua straniera; traduttori; libri digitali; uso dello stampato maiuscolo.

##### Efficacia degli strumenti compensativi
Dalla ricerca emerge che le tecnologie possono avere effetti positivi in programmi di riabilitazione alla lettura per soggetti con dislessia.
Sistematicamente emerge una maggiore efficacia per i programmi drill & practice mirati all’apprendimento fonologico, ma anche il riconoscimento vocale ottiene ottimi risultati di efficacia in relazione alla comprensione, ortografia e riconoscimento delle parole. 
Il riconoscimento vocale risulta efficace soprattutto se “discreto”, ovvero se offre la possibilità di mettere in pausa dopo ogni parola dettata. In particolare, sembrerebbe essere adatto ed efficace nel migliorare la consapevolezza fonologica poiché, presentando in maniera bimodale le parole, fornisce indirettamente le regole base della corrispondenza grafema-fonema.
Risultati rilevanti sono conseguiti da altri strumenti di supporto agli ambienti di scrittura, anche più semplici come il word processor, il dizionario, il correttore ortografico e il predittore di parole. Questi ultimi però presentano ostacoli e nuove difficoltà soprattutto per coloro che hanno più problemi nella lettura: come nel riconoscimento vocale, implicano discrete capacità di lettura e discriminazione di parole simili.

#### Misure dispensative
Le misure dispensative sono interventi che consentono all’alunno o allo studente di non svolgere alcune prestazioni che, a causa del disturbo, deficit o difficoltà risultano particolarmente impegnative e che non migliorano l’apprendimento. 
Per esempio, far leggere a un alunno con dislessia un lungo brano è di scarso giovamento, in quanto l’esercizio, per via del disturbo, non migliora la sua prestazione nella lettura. Rientrano tra le misure dispensative anche le interrogazioni programmate, l’uso del vocabolario nei casi in cui non sarebbe previsto, poter svolgere una prova su un contenuto comunque disciplinarmente significativo, ma ridotto o tempi più lunghi per le verifiche. 
L’adozione delle misure dispensative, dovrà essere sempre valutata sulla base dell’effettiva incidenza del disturbo sulle prestazioni richieste, in modo tale da non differenziare, in ordine agli obiettivi, il percorso di apprendimento dell’alunno o dello studente in questione.
Le misure dispensative sono interventi didattici che permettono agli alunni con bisogni educativi speciali di non svolgere alcuni compiti o di essere esentati da questi. A seconda della necessità o del disturbo si può dispensare suddetti alunni da alcune delle seguenti attività:
- Lettura ad alta voce e scrittura sotto dettatura, scrittura alla lavagna e copiatura da questa;
- Letture di brani troppo lunghi per le loro capacità;
- Uso del vocabolario e scrittura e lettura di numeri romani;
- Studio mnemonico di regole di grammatica, tabelline e definizioni;
- Tempi più lunghi per le verifiche e lo studio;
- Interrogazioni programmate
- Assegnazione di compiti a casa in misura ridotta
- Possibilità di uso di testi ridotti nel numero di pagine, ma non nel contenuto.

Solo per gli alunni individuati con BES secondo la direttiva MIUR 27/12/2012 senza certificazione non è prevista la dispensa dalla forma scritta della lingua straniera, mentre per gli alunni con certificazione di DSA o disabilità è possibile solo in determinati casi e se prevista dal PDP.

#### Insegnante di sostegno
L'insegnante di sostegno è un docente con apposita specializzazione assegnato alla classe in cui è presente un alunno con disabilità certificata, ai sensi della Legge n. 104/92, per favorirne l'inclusione e l'apprendimento.

#### Altre figure di supporto
Solo per gli studenti con disabilità certificata ai sensi della Legge n.104/92 articolo 3 comma 3 è possibile prevedere ulteriori figure di supporto o operatori di assistenza, fornite alla scuola dagli enti locali (comune o città metropolitana/provincia) come l'Educatore professionale socio pedagogico o operatore socio-educativo (OSE) e l'Assistente all'autonomia e alla comunicazione per favorirne l'autonomia, la comunicazione e il processo d'inclusione.

### Piani educativi/didattici

#### Piano Educativo Individualizzato (PEI)
Il PEI è redatto obbligatoriamente per gli studenti con disabilità ex lege 104/92. È finalizzato a fornire un supporto per l'apprendimento e lo sviluppo di ciascuno studente, tenendo conto delle sue specifiche esigenze e capacità. Il modello unico nazionale di PEI è stato introdotto nella scuola italiana con il Decreto Ministeriale 182/2020 e successive disposizioni correttive ex Decreto Interministeriale 153/2023.
Si tratta un documento programmatico finalizzato a promuovere l'inclusione scolastica degli studenti con disabilità certificata ex lege 104/92, fungendo anche da elemento di connessione tra istituzione scolastica e famiglie. 
Viene redatto e ratificato dal Gruppo di Lavoro Operativo per l'Inclusione (GLO), il quale comprende tutte le figure coinvolte nella vita scolastica ed extrascolastica dello studente con disabilità, con l'obiettivo di monitorare il suo percorso educativo, e cioè:
- Insegnanti, dirigente scolastico e docente di sostegno;
- Genitori o tutori legali;
- Operatori socio-sanitari che assistono lo studente durante la riabilitazione o altre attività terapeutiche al di fuori dell'istituto scolastico[31].

All'interno del PEI devono essere indicati gli obiettivi educativi che si vogliono raggiungere, gli strumenti e le attività che si utilizzeranno per conseguirli e i criteri di valutazione. Vi confluiscono, ad esempio, la programmazione per obiettivi minimi o la programmazione differenziata. Il PEI è soggetto a verifiche periodiche ed eventualmente cambiamenti, per adattarlo all'evoluzione dell'alunno.
I docenti e gli operatori scolastici hanno pertanto il compito di pianificare, organizzare e realizzare un ambiente di apprendimento inclusivo, considerando sia i fattori di rischio che quelli di protezione, seguendo l'approccio biopsicosociale alla base della classificazione ICF dell'Organizzazione Mondiale della Sanità.
L’approccio biopsicosociale, in linea con l’idea secondo cui la disabilità non è insita nel soggetto ma dipende dal contesto, tende a spostare il focus dei bisogni educativi speciali dall’alunno all’ambiente sostituendo l’originale dicitura con “barriere all’apprendimento e alla partecipazione” (Index per l'inclusione). Lo sguardo è posto sul ruolo dei docenti e sull’importanza di progetti ed interventi educativi appropriati. Infatti, l'Organizzazione per la cooperazione e lo sviluppo economico (OECD) identifica tali soggetti come bisognosi di “risorse pubbliche e/o private a supporto della loro educazione, resa possibile progettando interventi educativo-didattici potenziati, differenziati e personalizzati capaci di garantire percorsi formativi sotto il segno delle pari opportunità”.

#### Piano Didattico Personalizzato (PDP)
Si tratta del documento di programmazione con il quale la scuola definisce gli interventi che intende mettere in atto nei confronti degli alunni con bisogni educativi speciali ma non riconducibili alla disabilità (in caso di disabilità, il documento di programmazione è il PEI). Per gli alunni con Disturbi Specifici di Apprendimento, il PDP è obbligatorio, ex lege 170/2010. I contenuti minimi del PDP sono indicati nelle Linee Guida del 2011, come pure i tempi massimi di definizione (entro il 30 novembre). 
La scuola, e più specificatamente il consiglio di classe, può elaborare un PDP per tutti gli alunni e studenti che non ricadono nelle fattispecie previste dalle leggi 194/92 e 170/2010, qualora lo ritenga necessario e nelle forme ritenute più idonee e nei tempi che non superino il primo trimestre scolastico, articolato per le discipline coinvolte nel disturbo o disagio o difficoltà e che dovrà contenere:
1. Dati anagrafici
2. Tipologia del disturbo/disagio/difficoltà
3. Attività didattiche individualizzate
4. Attività didattiche personalizzate
5. Strumenti compensativi
6. Misure dispensative
7. Forme di verifica e valutazione personalizzata[27].Si tratta pertanto di un documento che contiene sia la rilevazione delle caratteristiche dell’alunno (punti di forza e di debolezza, tipologia del disturbo), sia le modalità che si intendono adottare[32].

Oltre a quanto sopra riportato, nel PDP sono anche esplicitati i dati relativi all’alunno, la descrizione del funzionamento delle abilità strumentali e del processo di apprendimento e, per ogni materia, le modalità con cui l’insegnante intende procedere al fine di raggiungere gli obiettivi della propria materia, segnalando inoltre le strategie e le metodologie didattiche.
Nella circolare ministeriale n. 8 del marzo 2013 si specifica: “[…] è compito doveroso dei Consigli di Classe o dei team dei docenti nelle scuole indicare in quali altri casi (oltre i DSA) sia opportuna e necessaria l’adozione di una personalizzazione della didattica ed eventualmente di misure compensative e dispensative, nella prospettiva di una presa in carico globale e inclusiva di tutti gli alunni”. La circolare ministeriale mette in evidenza che la personalizzazione deve essere “opportuna e necessaria”, quindi la scuola deve avere chiaro il tipo di intervento che intende mettere in atto con un alunno per supportare le sue difficoltà e per poter fare una valutazione di adeguatezza. 
Il PDP è pertanto uno strumento di pianificazione dotato di coerenza interna tra gli obiettivi prefissati e le modalità d’intervento previste.
Per essere efficace, a prescindere dai contenuti, il PDP dovrebbe contenere indicazioni:
- significative: dare linee generali e selezionare solo le modalità di insegnamento più importanti, perché un piano troppo dettagliato rischia di rimanere solo sulla carta.
- realistiche: evitare obiettivi troppo alti, che l’alunno non può raggiungere; tenendo conto che l’ambiente classe con le sue problematiche può ostacolare l’azione di personalizzazione.
- coerenti: evitare contraddizioni interne o difformità tra le discipline e gli insegnamenti.
- concrete e verificabili: tutti i protagonisti educanti devono poter riconoscere se quanto previsto nel PDP sia stato effettivamente messo in pratica.[33]

La scadenza per la presentazione dei PDP in riferimento agli studenti con disturbi specifici di apprendimento è, in genere, il giorno 30 novembre. 
La compilazione è a cura della scuola, ma è prevista la collaborazione della famiglia.
Nella predisposizione della documentazione da parte della scuola è fondamentale il raccordo con la famiglia, che può comunicare alla scuola eventuali osservazioni su esperienze sviluppate dallo studente anche autonomamente o attraverso percorsi extrascolastici. 
D’accordo con i familiari, gli insegnanti possono interfacciarsi anche con i clinici che hanno redatto la valutazione neuropsicologica o con altri professionisti che hanno in carico lo studente; queste figure possono infatti dare un prezioso contributo nel tradurre la diagnosi, riportare osservazioni in contesti anche diversi da quello scolastico e quindi dare utili indicazioni operative da attuare a scuola. Tutto questo deve avvenire in un rispetto reciproco dei ruoli: non bisognerà andare in contraddizione con le indicazioni dei clinici, ma saranno gli insegnanti i responsabili della proposta da presentare alla famiglia e quindi della stesura del PDP.
Un PDP per un alunno con Bisogni educativi speciali generalmente contiene: Dati relativi all’alunno; Descrizione del funzionamento e delle abilità strumentali; Caratteristiche del processo di apprendimento; Strategie per lo studio; Obiettivi disciplinari; Strategie metodologiche e didattiche; Strumenti compensativi e dispensativi; Criteri e modalità di verifica e valutazione.
Il Piano didattico personalizzato viene sottoscritto dal Dirigente Scolastico, da tutti i docenti di classe e dai genitori.
Se i genitori rifiutano qualsiasi personalizzazione formalizzata, come PEI o PDP, bisogna prenderne atto. Quello che può e deve fare la scuola, è definire degli interventi di recupero in caso di valutazione negativa degli apprendimenti, come indicato dal DL 62/17 art. 3 comma 2.
Quello per l’alunno con disturbi specifici di apprendimento contiene anche la scolarità pregressa, i riferimenti normativi, le indicazioni fornite nella diagnosi, l’ambiente educativo: cioè chi segue il ragazzo di pomeriggio. La scuola decide se far riunire i docenti per la compilazione congiunta dello stesso o farlo compilare da ogni docente per la sua disciplina. I genitori saranno convocati per comunicare le decisioni, ma è la scuola che decide se farli partecipare durante la compilazione (Linee Guida 6.5).
Il Piano didattico personalizzato non è un obbligo per il Consiglio di Classe, ma una scelta volontaria per migliorare i processi inclusivi.

### La valutazione
La valutazione dell’alunno con Bisogni educativi speciali deve essere effettuata evitando la differenziazione (Linee Guida punto 3). In sede d’esame e nelle prove INVALSI, il candidato deve sostenere le stesse prove della classe; può usare tempi più lunghi e le misure compensative previste, ma non sono attese prove equipollenti. In caso di disturbi specifici di apprendimento, con dispensa dalla prova scritta di lingua straniera, l’interrogazione sostituirà la prova scritta ma, questo tipo di prova equipollente, comporta la perdita della validità del titolo di studio e l’ottenimento del solo attestato di frequenza anziché del diploma. La decisione di un tale esonero spetta alla famiglia in raccordo con la scuola, che preparerà una dispensa sostitutiva per la disciplina.
Per ciò che concerne la valutazione delle prove in corso d’anno, la personalizzazione avverrà a livello quantitativo (meno consegne) se non è possibile dare tempi più lunghi.

### Organizzazione territoriale per l’ottimale realizzazione dell’inclusione scolastica
Nella seconda parte della direttiva 27/12/2012 viene illustrata l'organizzazione territoriale per la realizzazione dell'inclusione scolastica, che va ad articolarsi in gruppi di lavoro per l'inclusione a livello di singolo Istituto, di rete di scuole, di Provincia e di Regione, Centri Territoriali per l'Inclusione con compiti di coordinamento e Centri Territoriali di Supporto (CTS) istituiti dagli Uffici Scolastici Regionali in accordo con il Ministero mediante il progetto Nuove tecnologie e disabilità.
I CTS, dice la norma, devono essere almeno uno per provincia, sono composti da un dirigente scolastico e un'équipe di docenti curricolari e di sostegno specializzati, hanno funzioni di consulenza alle scuole sull'uso delle tecnologie per rispondere ai bisogni educativi speciali, informazione e formazione, gestione degli ausili e del comodato d'uso, ricerca, sperimentazione e diffusione delle buone pratiche. Tali centri sono finanziati con fondi del Ministero.
La successiva circolare specifica meglio come la presa in carico dei BES debba essere al centro dell'attenzione e dello sforzo congiunto della scuola e della famiglia. In tale direzione viene ribadito il diritto di ciascun alunno alla personalizzazione degli apprendimenti, che ha nel Piano didattico personalizzato lo strumento privilegiato per esplicitare le strategie educative di intervento più idonee e i relativi criteri per la valutazione. Un aspetto essenziale che viene sottolineato è il seguente: l'individuazione degli alunni con Bisogni educativi speciali avviene sia in presenza di certificazioni diagnostiche e relazioni cliniche, ma anche sulla base delle considerazioni psico-pedagogiche e didattiche assunte dal Consiglio di classe o team della scuola primaria. Proprio questo fatto appare come una grande rivoluzione culturale, infatti viene evidenziata la responsabilità e la competenza collegiale del docente nell'individuare le particolari necessità degli studenti slegandola almeno in parte dalla dipendenza da procedure di tipo medico-sanitario.
La nota ministeriale 27 giugno 2013 chiarisce che tra i compiti del Gruppo di lavoro per l'inclusione (GLI) di ogni scuola c'è l'elaborazione del Piano Annuale per l'Inclusività (PAI). Tale documento è parte integrante del piano dell'offerta formativa, non va inteso come un mero adempimento burocratico, bensì come uno strumento che possa accrescere la consapevolezza dell'intera comunità educante sulla centralità dei processi inclusivi basato su un'attenta lettura del grado di inclusività della scuola e su obiettivi di miglioramento da perseguire nell'insegnamento curricolare, nella gestione delle classi, nell'organizzazione dei tempi e spazi scolastici e delle relazioni.
Il più recente strumento normativo inerente alla tematica dei BES è la Nota ministeriale del 22 novembre 2013, che risponde con dei chiarimenti agli interrogativi rimasti aperti rispetto alle applicazioni delle norme precedenti in ambito scolastico. Una sottolineatura viene posta qui sulla situazione di svantaggio linguistico-culturale che interessa gli studenti con cittadinanza non italiana arrivati in Italia in corso d'anno scolastico. Si chiarisce come la loro difficoltà linguistica non vada considerata elemento di segregazione, ma al contrario vadano loro offerti interventi didattici per l'apprendimento della lingua che abbiano necessariamente natura transitoria.

## La scuola inclusiva
Con la Strategia “Europa 2020”, l’Unione europea mira, oltre al superamento della crisi economica, a una crescita sostenibile volta alla prosperità e al progresso sociale (si veda la “Quinta Relazione sulla coesione sociale” del 2011). Per quanto riguarda l’aspetto educativo, secondo questa strategia, spetta ai decisori politici avviare un programma normativo e un rinnovamento del sistema “scuola” mentre i vertici delle istituzioni scolastiche devono attivarsi per attuarli.
Nelle Indicazioni Nazionali per il curricolo del 2012 si trova scritto che “ogni scuola deve pensare al proprio progetto educativo… per persone che vivono qui e ora, … che vanno alla ricerca di orizzonti di significato. Alla scuola l’arduo compito di … praticare l’uguaglianza del riconoscimento delle differenze”. La lettura ragionata della citazione delle Indicazioni porta a vedere la scuola come luogo in cui la diversità deve essere una risorsa per il curricolo in un contesto che promuove la professionalità, la collaborazione tra scuola, famiglie ed entri locali e quindi l’integrazione.Integrazione intesa come fattiva collaborazione di tutti i servizi e di tutte le persone coinvolte nel sistema per perseguire gli obiettivi posti dall’Europa: inclusività, intelligenza e sostenibilità. È per questo che il dirigente scolastico e i docenti devono operare nell’ambito di una didattica inclusiva che rappresenta il fattore decisivo per l’integrazione dell’alunno con disabilità ponendo, al centro del proprio fare, lo sviluppo della persona. Per una scuola inclusiva, il dirigente scolastico può attivarsi a livello macro-organizzativo (istituto) e a livello micro-organizzativo (classe) per rendere inclusivo la propria “organizzazione”.
L’obiettivo a scuola diventa quello di fornire gli strumenti (acquisizione del sapere e utilizzo delle tecniche) necessari per colmare le differenze socio-culturali che esistono nella società, puntando anche alla sensibilizzazione civica mediante la valorizzazione dei beni culturali presenti sul territorio. Una scuola di qualità che diffonde la conoscenza e la condivisione di valori democratici e di solidarietà migliorando il contesto territoriale; far acquisire linguaggi e tecniche comuni, nel rispetto delle tradizioni e con orientamento verso il futuro. Questi obiettivi primari devono essere quelli dell’” inclusione scolastica” e dell’” integrazione di soggetti” con Bisogni educativi speciali (BES).
Dopo trent’anni di esperienza (dalla legge 517/77, passando per la legge 104/92 e la legge 170/10, fino alle Circolari Ministeriali ad esse successive), sono emerse una serie di “buone prassi” definite come 5 buone azioni che possono guidare l’azione del Dirigente.
In questo contesto le 5 buone prassi sono:
- L’analisi del sistema

Per fare l’analisi sistemica è necessario definire a livello macro-organizzativo come l’istituzione opera sul tema della diversità e mettere a fuoco un approccio operativo all’inclusività che, attraverso la metodologia della ricerca-azione, porterà alla scelta delle azioni da intraprendere, da monitorare e valutare. Tale operazione prevede la costituzione di un gruppo di lavoro, il gruppo di lavoro per l'inclusione (GLI), che stabilisce i criteri generali dell’azione da attuare e le linee guida per l’utilizzo delle risorse interne all’istituzione. A livello micro-organizzativo, i consigli di classe devono predisporre il Piano didattico personalizzato (PDP) per ciascuna casistica riscontrata e rientrante nella definizione di BES. Tale documento va condiviso tra docenti, con il Dirigente Scolastico e la famiglia.
- La formazione totale

Dopo l’analisi della situazione, sia a livello micro che macro, il Dirigente Scolastico deve promuovere una formazione totale intesa come un supporto della didattica inclusiva rispetto alla conduzione della classe e la relazione docente-alunno. È necessario investire sulle persone per migliorare la qualità dell’insegnamento-apprendimento da parte dei docenti, il coinvolgimento delle famiglie e la collaborazione di tutti gli operatori esterni coinvolti. La terza operazione che opera il Dirigente Scolastico è l’adozione di un linguaggio condiviso atto a consentire un dialogo e un confronto tra i diversi attori coinvolti nell’azione inclusiva. Il dialogo avviene attraverso un glossario concordato e condiviso (l’ICF), l’uso di strumenti condivisi e protocolli d’azione che favoriscono la continuità educativa e didattica nel passaggio tra i diversi gradi scolastici e tra gli attori coinvolti.
- La socializzazione delle buone prassi

Per favorire la socializzazione delle buone prassi, è necessario inserire nel Piano Triennale dell'Offerta Formativa (PTOF) una documentazione che illustri i protocolli di accoglienza; l’organigramma che connota le risorse professionali interne e l’impegno a partecipare ad azioni di formazione proposte in ambito territoriale. Per coordinare la socializzazione delle buone prassi è necessario promuovere figure di sistema a supporto dell’integrazione e dell’inclusione. Queste figure hanno il compito di migliorare l’uso delle risorse umane e strumentali investite per la disabilità (intesa in senso generale e considerando anche i BES); costruire gruppi e reti di supporto (CTI); guidare la formazione dei docenti di sostegno e di quelli curriculari rispetto alle tematiche dell’inclusione.
- Il nucleo organizzativo

Tali figure di sistema, in accordo anche con il Dirigente scolastico, devono promuovere all’interno dell’istituzione scuola un nuovo senso di appartenenza, un’assunzione di ruolo motivante, un desiderio di scambio e una nuova autoriflessione professionale.
- La learning organization

La quinta azione è definita come learning organization (apprendimento organizzativo) e costituisce la condivisione fattiva di informazioni, esperienze, scoperte e valutazioni che da individuali diventano di tutti. “Si fa educazione a scuola e si fa formazione attraverso la scuola”: il docente è chiamato a educare, ma anche a continuare a formarsi per garantire a tutti gli alunni una didattica inclusiva che rispetti le diversità e le usi come risorsa. In questo contesto l’inclusione diventa un sistema di interventi proposto dal Dirigente Scolastico con il GLI, condiviso dai docenti, dalle famiglie e dagli operatori del territorio coinvolti, rivolto agli studenti che comporta l'attivazione di specifiche scelte metodologiche e organizzative nonché l'utilizzo di una didattica volta a favorire l'effettiva partecipazione degli studenti stessi, a prescindere dalle condizioni personali e sociali.

### La didattica inclusiva
La didattica inclusiva è un processo che si riferisce alla globalità delle sfere educativa, sociale e politica guardando a tutti gli alunni e intervenendo sul contesto, sullo spazio educativo e sul soggetto. Essa mira a eliminare tutti gli ostacoli all’apprendimento e alla partecipazione attraverso percorsi inclusivi che, partendo dalla prevenzione e tenendo conto delle pluralità dei soggetti coinvolti (docente, alunni, famiglie, operatori, …), valorizzano la vita sociale e danno sostegno ampio e diffuso.
Per attuare una didattica inclusiva, la scuola deve quindi elaborare percorsi individualizzati per gli alunni riconosciuti come BES attraverso la stesura di un Piano Didattico Personalizzato (PDP) e l’uso di strumenti compensativi e/o misure dispensative perché è necessario che ogni docente sappia quali sono i metodi didattici da usare, quali materiali, sussidi e strumenti hanno a disposizione e quali contenuti diventano fondamentali per lo sviluppo sociale ed educativo del soggetto coinvolto.
La didattica inclusiva può essere sviluppata attraverso l’apprendimento cooperativo, il tutoring, la didattica laboratoriale procedendo in modo strutturato e sequenziale per garantire la centralità dell’alunno veicolando conoscenze, abilità e competenze. È fondamentale promuovere la motivazione all'apprendimento nell’alunno e la fiducia nelle sue capacità attraverso un coinvolgimento emotivo e cognitivo che lo aiuti a sviluppare la capacità di autovalutazione.
Il docente si adopera per aiutare alunni “lenti” predisponendo verifiche brevi, su singoli obiettivi; semplificando gli esercizi; consentendo tempi più lunghi o riducendo il numero degli esercizi nello stesso tempo, secondo le necessità dell’alunno. Per alunni che manifestano difficoltà di concentrazione, invece, l’insegnante deve fornire schemi, riassunti o mappe prima della spiegazione, evidenziare i concetti fondamentali attraverso parole chiave sul libro, spiegare utilizzando immagini, utilizzare materiali strutturati e non.
L’uso costante e simultaneo di più canali percettivi (visivo, uditivo, tattile, cinestesico) facilita e incrementa l’apprendimento che viene valorizzato anche dalle tecnologie multimediali. Tutti gli strumenti a cui si fa riferimento possono essere mezzi utili ed efficaci per garantire una didattica inclusiva che mette al centro l’alunno e le sue peculiarità.

## I bisogni educativi speciali in Europa
A livello europeo e in particolare nel mondo anglosassone si può assistere ad un tentativo di rivoluzionare il sistema dei BES e della disabilità proprio in ottica di un superamento di tale termine a favore di un concetto di educazione più inclusiva. Ad esempio in Inghilterra si registra un nuovo sistema di “Education Healt and Care Plan” (EHC) operativo a partire dall’aprile 2018, mentre l’UNESCO tende oggi ad utilizzare la locuzione “Education for all” (EFA).
La dichiarazione di Salamanca del giugno 1994, che può essere considerata il manifesto della scuola inclusiva, afferma che gli alunni con Bisogni educativi speciali devono poter accedere alle scuole normali e che la scuola ha il dovere di integrarli con una pedagogia centrata sull’alunno, che soddisfi i suoi bisogni educativi.
Sancisce, inoltre, che tutti i Paesi devono adottare il principio dell’educazione inclusiva, accogliendo tutti i bambini nelle scuole normali. Tuttavia le definizioni di ‘Bisogni educativi speciali’ variano a seconda dei Paesi e delle norme amministrative, finanziarie e procedurali in essi applicate. In molti di essi si ritiene che ‘l’approccio medico dovrebbe essere trasformato in approccio educativo: un punto centrale che ha conseguenze sul sistema scolastico. Allo stesso tempo è chiaro che l’approccio educativo è molto complesso e i paesi incontrano difficoltà di applicazione’. Anche l’incidenza percentuale del fenomeno varia da paese a paese, tuttavia questo non è riconducibile a una disomogenea diffusione quanto piuttosto a diversità in ambito legislativo e di politiche attuative.
I paesi europei, in base alle politiche adottate sul tema integrazione, vengono suddivisi in 3 categorie
- Approccio unidirezionale: la politica di questi paesi tende ad inserire quasi tutti gli alunni nel sistema ordinario. È il caso di Spagna, Grecia, Italia, Portogallo, Svezia, Irlanda, Norvegia e Cipro.
- Approccio multi direzionale: paesi che presentano una molteplicità di approcci all’integrazione. Questi offrono una pluralità di servizi sia nel percorso ordinario che in quello differenziato e il genitore può scegliere. È il caso di Danimarca, Francia, Irlanda, Lussemburgo, Austria, Finlandia, Inghilterra, Lituania, Liechtenstein, Repubblica Ceca, Estonia, Lituania, Polonia, Slovenia.
- Approccio bidirezionale: paesi in cui esistono due diversi sistemi educativi. Gli alunni con disabilità vengono inseriti in scuole o classi speciali e quelli con Bisogni educativi speciali non seguono la programmazione prevista dalla normativa per le classi normali. Questi paesi hanno una legislazione specifica, con norme diverse dalla scuola ordinaria. In Svizzera e in Belgio, il sistema scolastico differenziato è molto diffuso.

### In Germania
La Germania, da sempre contraria all’integrazione di alunni con disabilità e bisogni educativi speciali nelle classi, ha da poco iniziato a creare leggi per l’inclusione in alcuni Laender. In Germania, infatti, non è lo Stato centrale a decidere per l’istruzione, ma i singoli Laender in autonomia. Questi possono decidere se inserire i ragazzi con disturbi specifici di apprendimento e Bisogni educativi speciali in scuole speciali o in classi normali, mediante una normativa locale. Nei Laender dove la scuola di passaggio non è prevista, un alunno con pessimi voti non potrà mai accedere all’università, ma solo a facoltà parauniversitarie che preparano al lavoro (Fachoberschule). La scelta della scuola non è, infatti, delegata alla famiglia o all’alunno, ma decisa dal consiglio di classe. Chi intende iscriversi ad un Gymnasium (liceo) non può, se la sua pagella presenta voti al di sotto del 2 (dove 1 rappresenta l’eccellenza e 5 l’insufficienza).
La legge tedesca permette l’inclusione degli alunni con Bisogni educativi speciali nelle scuole dell’obbligo di tutti gli stati federati, ma l’opinione pubblica ostacola l’attuazione del modello inclusivo in alcuni Laender. Grazie alla sottoscrizione della Convenzione ONU per i diritti delle persone con disabilità del 2006, un numero sempre maggiore di alunni con Bisogni educativi speciali frequenta una scuola regolare. Nella regione del Nordrhein-Westfalen, dal 2010 è in atto un percorso che dovrebbe creare negli anni il sistema inclusivo della regione. Il ministro dell’istruzione sta lavorando su una doppia strategia d’inclusione e, nella conferenza tenuta nel 2012 da Anne Luetkes (Regierungspraesidentin), spiega questo percorso con le tappe previste per giungere alla piena inclusione:
- Formazione di insegnanti specializzati
- Didattica differenziata per competenze
- Modifiche nel programma di formazione generale di tutti insegnanti

Una delle criticità che è da subito emersa è la mancanza di personale docente qualificato e formato nella didattica speciale. A questo scopo la regione ha avviato un percorso di formazione per persone che avevano avuto già esperienza nelle scuole speciali. Nonostante la buona volontà di alcuni ministri dell’istruzione dei vari Laender, in Germania la parola inclusione non riesce ad entrare a far parte del vocabolario della scuola normale dell’obbligo.

### In Gran Bretagna
In Inghilterra e Galles in ogni scuola un membro dello staff scolastico è nominato coordinatore per i bisogni educativi speciali con un ampio carico di responsabilità, tra cui: l’offerta di supervisione, il monitoraggio dei progressi degli alunni, i rapporti con i genitori e con le agenzie di sostegno esterno, il supporto al personale insegnante della scuola.
Lo staff della scuola lavora sempre più con gli insegnanti per sviluppare approcci e strategie didattiche all’interno della scuola, piuttosto che direttamente con gli alunni in difficoltà.
La formazione iniziale rivolta agli insegnanti fornisce loro le competenze necessarie per l’educazione di alunni con bisogni educativi speciali. Lo Statuto di insegnante qualificato prevede il conseguimento di una conoscenza generale relativa alle procedure per l’identificazione, la valutazione e l’accoglienza degli alunni con disabilità nelle classi ordinarie. Inoltre, per tutti gli ambiti educativi degli alunni con Bisogni educativi speciali, è possibile una formazione complementare volontaria. Numerosi insegnanti frequentano corsi riconosciuti, spesso a livello di laurea o di diploma (ad es. in relazione ai problemi dell’autismo o a specifiche difficoltà di apprendimento), e quasi tutti seguano corsi brevi, non accreditati.